# 여지도서
《여지도서》(輿地圖書)는 1757년(영조 33) ~ 1765년 전국 각 군현에서 편찬한 읍지를 모아 엮은 전국 지리지이다.
한국교회사연구소에 소장되어 있다. 55책. 295개 읍지(邑誌)와 17개 영지(營誌), 1개 진지(鎭誌)로 구성되어 있으며, 39개 군현 읍지와 6개 영지가 누락되어 있다.
목차
```
방리(坊里)도로(道路)건치연혁(建置沿革) 군명(郡名) 형승(形勝) 성지(城池)관직(官職)산천(山川) 성씨(姓氏) 풍속(風俗) 궁실(宮室)학교(學校)단묘(壇廟) 총묘(塚墓) 공해(公力) 제언(堤堰) 창고(倉庫) 물산(物産) 교량(橋梁) 역원(驛院) 목장(牧場)관애(關武) 봉수(烽燧)누정(樓亭) 사찰(寺刹) 고적(古跡)진보(鎭堡)명환(名宦)인물(人物) 제영(題詠)한전(旱田) 수전(水田) 진공(進貢) 조적(夕蛇) 전세(田稅) 대동(大同)
```

경기도01권. 강도부 : 강화(江華) / 교동(喬桐) / 수영(水營) / 영종(永宗) 
02권. 경기도1 : 양주(楊州) / 영평(永平) / 포천(抱川) / 교하(交河) / 가평(加平) / 장단(長湍) / 풍덕(豊德) / 과천(果川) / 부평(富平) / 남양(南陽) / 인천(仁川) / 안산(安山) / 진위(振威) / 용인(龍仁) / 금천(衿川) / 양성(陽城)
03권. 경기도2 : 통진(通津) / 삭녕(朔寧) / 마전(麻田) / 연천(漣川) / 광주(廣州) / 여주(驪州) / 이천(利川) / 양근(楊根) / 지평(砥平) / 죽산(竹山) / 음죽(陰竹) / 양지(陽智) 
04권. 경기도 보유(補遺) : 수원(水原) / 파주(坡州) / 안성(安城) / 고양(高陽) / 김포(金浦) / 양천(陽川) / 적성(積城) 
05권. 경조(京兆) 보유(補遺)
06권. 송도(松都) 보유(補遺)1
07권. 송도(松都) 보유(補遺)2
충청도
08권. 충청도1 : 감영(監營) / 병영(兵營) / 수영(水營) / 공주(公州) / 임천(林川) / 한산(韓山) / 전의(全義) / 은진(恩津) 
09권. 충청도2 : 청주(淸州) / 천안(天安) / 옥천(沃川) / 문의(文義) / 직산(稷山) 
10권. 충청도3 : 충원(忠原) / 청풍(淸風) / 단양(丹陽) / 괴산(槐山) / 연풍(延豊) / 음성(陰城) / 영춘(永春) / 제천(堤川) / 홍주(洪州)
11권. 충청도4 : 서천(舒川) / 서산(瑞山) / 태안(泰安) / 면천(沔川) / 목천(木川) / 회인(懷仁) / 진천(鎭川) / 보은(報恩) / 영동(永同) / 황간(黃澗)
12권. 충청도5 : 청산(靑山) / 남포(藍浦) / 결성(結城) / 보령(保寧) / 아산(牙山) / 신창(新昌) / 예산(禮山) / 해미(海美) / 당진(唐津) / 평택(平澤) / 홍산(鴻山)
13권. 충청도6 : 덕산(德山) / 청양(靑陽) / 대흥(大興) / 비인(庇仁) / 회덕(懷德) / 진잠(鎭岑) / 연산(連山) / 이산(尼山) / 부여(扶餘) / 석성(石城) / 연기(燕岐)
14권. 충청도보유(補遺) : 온양(溫陽) / 정산(定山) / 청안(淸安) 
강원도
15권. 강원도1 : 감영(監營) / 원주(原州) / 춘천(春川) / 정선(旌善) / 영월(寧越) / 평창(平昌) / 삼척(三陟) 
16권. 강원도2 : 양양(襄陽) / 평해(平海) / 간성(杆城) / 고성(高城) / 통천(通川) / 울진(蔚珍) / 흡곡(?谷) / 김화(金化) / 이천(伊川) / 안협(安峽) / 평강(平康) 
17권. 강원도3 : 강릉(江陵) / 횡성(橫城) / 홍천(洪川) / 인제(麟蹄) / 회양(淮陽) / 철원(鐵原) / 양구(楊口) / 낭천 (狼川) / 금성(金城) 
평안도
18권. 평안도1 : 감영 監營) / 병영 兵營) / 평양 平壤) / 중화 中和) / 용강 龍岡) / 의주 義州 
19권. 평안도2 : 철산(鐵山) / 용천(龍川) / 영변(寧邊) / 운산(雲山) / 희천(熙川) / 박천(博川) / 태천(泰川) / 강계 (江界) 
20권. 평안도3 : 위원(渭原) / 이산(理山) / 벽동(碧潼) / 영원(寧遠) / 삼화(三和) / 강서(江西) / 증산(甑山) / 순안 (順安) / 함종(咸從) / 성천(成川)
21권. 평안도4 : 덕천(德川) / 개천(价川) / 순천(順川) / 자산(慈山) / 창성(昌城) / 삭주(朔州) / 구성(龜城) / 선천(宣川) / 곽산(郭山) / 상원(祥原)
22권. 평안도5 : 삼등(三登) / 양덕(陽德) / 맹산(孟山) / 강동(江東) / 은산(慇山) / 안주(安州) / 정주(定州) / 숙천 (肅川) / 가산(嘉山) / 영유(永柔)
황해도
23권. 황해도1 : 감영(監營) / 병영(兵營) / 수영(水營) / 해주(海州) / 연안(延安) / 황주(黃州) 
24권. 황해도2 : 평산(平山) / 곡산(谷山) / 봉산(鳳山) / 재령(載寧) / 수안(遂安) / 안악(安岳)
25권. 황해도3 : 신천(信川) / 신계(新溪) / 토산(兎山) / 서흥(瑞興) / 문화(文化) / 장련(長連) / 풍천(豊川) 
26권. 황해도4 : 장연(長淵) / 배천(白川) / 금천(金川) / 송화(松禾) / 은율(殷栗) / 강령(康翎) / 옹진(瓮津) 
함경도
27권. 함경도1 : 감영(監營) / 남병영(南兵營) / 북병영(北兵營) / 함흥(咸興) / 영흥(永興) / 경성(鏡城) 
28권. 함경도2 : 길주(吉州) / 명천(明川) / 회령(會寧) / 정평(定平) / 고원(高原) / 안변(安邊) 
29권. 함경도3 : 덕원(德源) / 문천(文川) / 북청(北靑) / 단천(端川) / 이성(利城) / 홍원(洪原) 
30권. 함경도4 : 갑산(甲山) / 삼수(三水) / 종성(鍾城) / 온성(穩城) / 경원(慶源) / 경흥(慶興) / 부령(富寧) / 무산 (茂山)
경상도
31권. 경상도1 : 감영(監營) / 통영(統營) / 좌병영(左兵營) / 우병영(右兵營) / 좌수영(左水營) / 대구(大丘)
32권. 경상도2 : 경주(慶州) / 진주(晋州)
33권. 경상도3 : 합천(陜川) / 청송(靑松) / 예천(醴泉) / 영천(榮川) / 풍기(豊基) / 의성(義城) / 영양(英陽) / 영덕 (盈德) 
34권. 경상도4 : 상주(尙州) / 성주(星州) / 선산(善山) / 금산(金山) / 동래(東萊) 
35권. 경상도5 : 청하(淸河) / 영일(迎日) / 장기(長垢) / 기장(機張) / 언양(彦陽) / 칠곡(漆谷) / 밀양(密陽) / 청도(淸道) / 경산(慶山) / 자인(慈仁) 
36권. 경상도6 : 안동(安東) / 순흥(順興) / 영해(寧海) 
37권. 경상도7 : 김해(金海) / 창원(昌原) / 함안(咸安) / 거제(巨濟) / 고성(固城) 
38권. 경상도8 : 칠원(漆原) / 진해(鎭海) / 웅천(熊川) / 신녕(新寧) / 하양(河陽) / 인동(仁同) / 현풍(玄風) / 의흥 (義興) / 영산(靈山)
39권. 경상도9 : 창녕(昌寧) / 초계(草溪) / 함양(咸陽) / 곤양(昆陽) / 남해(南海) / 거창(居昌) / 개령(開寧) / 지례 (知禮) / 고령(高靈)
40권. 경상도10 : 문경(聞慶) / 함창(咸昌) / 봉화(奉化) / 진보(眞寶) / 군위(軍威) / 비안(比安) / 예안(禮安) / 용궁(龍宮)
41권. 경상도 보유(補遺)1 : 울산(蔚山) / 하동(河東) / 영천(永川) 
42권. 경상도 보유(補遺)2 : 흥해(興海) / 양산(梁山) / 삼가(三嘉) / 의령(宜寧) 
43권. 경상도 보유(補遺)3 : 안의(安義) / 산청(山淸) / 단성(丹城) / 사천(泗川) 
전라도
44권. 전라도1 : 광주(光州) / 장성(長城) / 영암(靈巖) / 영광(靈光) / 함평(咸平) / 고창(高敞) / 능주(綾州) / 광양 (光陽) / 구례(求禮) / 흥양(興陽) 
45권. 전라도2 : 동복(同福) / 화순(和順) / 순창(淳昌) / 용담(龍潭) / 창평(昌平) / 임실(任實) / 무주(茂朱) / 곡성 (谷城) / 옥과(玉果) / 흥덕(興德) / 부안(扶安) / 옥구(沃溝) 
46권. 전라도3 : 용안(龍安) / 함열(咸悅) / 고산(高山) / 태인(泰仁) / 나주(羅州) / 무장(茂長) / 남평(南平) / 무안 (務安) / 장흥(長興) / 진도(珍島)
47권. 전라도4 : 강진(康津) / 해남(海南) / 운봉(雲峯) / 진안(鎭安) / 장수(長水) / 순천(順川) / 낙안(樂安 보성 (寶城)
48권. 전라도 보유(補遺)1 : 전주(全州) / 제주(濟州) / 남원(南原)
49권. 전라도 보유(補遺)2 : 담양(潭陽) / 여산(礪山) / 익산(益山) / 고부(古阜)
50권. 전라도 보유(補遺)3 : 금산(錦山) / 진산(珍山) / 김제(金堤) / 대정(大靜) / 정의(旌義) / 임피(臨陂) / 만경(萬頃 ) / 금구(金溝) / 정읍(井邑)

## 번역서
- 《여지도서》, 문용식 외, 흐름출판사, 2009.